# 황윤길 묘
황윤길 묘는 경기도 고양시 덕양구에 있다. 2009년 8월 31일 고양시의 향토문화재 제55호로 지정되었다.

## 개요
조선조 중기의 인물인 황윤길의 묘소이다. 비석과 문인석 등이 배치되어 있다. 임진왜란을 예고한 충신의 묘소이다.

## 같이 보기
- 황윤길